# Gemeinsame Berufung
Eine gemeinsame Berufung beschreibt das Zusammenwirken einer Hochschule und einer außerhochschulischen Forschungseinrichtung oder die Kooperation mehrerer unterschiedlicher Wissenschafts- und Lehrbereiche einer Hochschule bei der Berufung einer Professur. Diese kann, muss aber nicht mit einer Leitungsposition an der außerhochschulischen Einrichtung verbunden sein. Gemeinsame Berufungen haben in den letzten Jahren stark an Bedeutung gewonnen und erfolgen entlang teils sehr unterschiedlicher Modelle. Für gemeinsame Berufungen werden unter anderem die Begriffe Brückenprofessur und Kooperationsprofessur verwendet. In Berlin ist für gemeinsam Berufene auch die Bezeichnung Sektoral-Professur (S-Professur) üblich.
Laut Gemeinsamer Wissenschaftskonferenz von Bund und Ländern, die zentrale Teile der außerhochschulischen Forschung in Deutschland über den Pakt für Forschung und Innovation (PFI) fördert, ermöglichen gemeinsame Berufungen „in besonderer Weise eine Vernetzung der hochschulischen und der außerhochschulischen Forschung. Dies hat positive Effekte insbesondere auf die Steigerung der wissenschaftlichen Exzellenz der beteiligten Hochschulen und Forschungseinrichtungen, auf die Entwicklung regionaler Kompetenznetzwerke und Cluster sowie auf die Promotions- und Nachwuchsförderung.“

## Verbreitung
Durch die Förderung im Pakt für Forschung und Innovation (PFI) haben gemeinsame Berufungen in den letzten Jahren stark an Bedeutung zugenommen. Für 2005 berichteten die im PFI geförderten Wissenschaftsorganisationen noch 606 gemeinsam berufene Professuren, Ende 2019 gab es bereits 1.315. Dies entspricht einer Steigerung von 117 Prozent. Die meisten gemeinsam Berufenen waren in Instituten der
Helmholtz-Gemeinschaft beschäftigt (686), gefolgt von 359 bei der Leibniz-Gemeinschaft, 233 bei Fraunhofer und 37 bei der Max-Planck-Gesellschaft. Im Jahr 2018 entsprach der Anteil der gemeinsam Berufenen etwa 3 Prozent aller Professuren in Deutschland. Gemeinsame Berufungen finden dabei fast nur mit Universitäten statt; Beispiele für Berufungen mit Hochschulen für Angewandte Wissenschaften sind selten.

## Modelle gemeinsamer Berufungen
Die Modelle zur gemeinsamen Berufung weisen eine große Bandbreite auf und unterscheiden sich in so wichtigen Punkten wie der Frage, wer
Arbeitgeber der gemeinsam berufenen Person ist oder wie viel Lehrdeputat an der Hochschule zu übernehmen ist. Es werden vier gängige Modelle unterschieden, die nach dem Ort ihrer ersten (bekannten) Anwendung benannt sind. Daneben gibt es aber noch weitere, z. B. das Stuttgarter Modell.
- Beurlaubungsmodell („Jülicher Modell“): der  Rufinhaber wird an die Hochschule berufen und sofort beurlaubt, um eine Leitungsaufgabe an einer außerhochschulischen Einrichtung wahrzunehmen. Dort schließt er einen Angestelltenvertrag, der ihn i. d. R. nicht schlechter stellt als das Beamtenverhältnis (aus dem er wegen Beurlaubung keine Bezüge erhält). Arbeitgeber ist die außerhochschulische Einrichtung. Das Lehrdeputat beträgt i. d. R. 2 Semesterwochenstunden.
- Erstattungsmodell („Berliner Modell“): Der Berufene ist hauptamtlich an der Hochschule beschäftigt. Dort hat er Prüfungs- und Lehraufgaben. Zugleich übernimmt er Forschungs- und Leitungsaufgaben an der außerhochschulischen Forschungseinrichtung. Diese sind separat vertraglich festgehalten. Die Bezahlung erfolgt durch die Hochschule, diese bekommt die Bezüge aber von der außerhochschulischen Forschungseinrichtung erstattet. Das Lehrdeputat beträgt i. d. R. zwischen 2 und 4,5 Semesterwochenstunden.[8]
- Nebentätigkeitsmodell („Karlsruher Modell“): Der Rufinhaber wird mit allen Rechten und Pflichten auf eine Professur berufen. Die Leitungsaufgabe an der außerhochschulischen Einrichtung nimmt er in Nebentätigkeit wahr. Die Besoldung erfolgt durch die Hochschule, die Nebentätigkeit wird durch die außerhochschulische Einrichtung gesondert vergütet. Es besteht das volle Lehrdeputat gemäß dem gültigen Landesrecht (an Universitäten meist 9 Semesterwochenstunden).
- Berufung in mitgliedschaftsrechtliche Stellung („Thüringer Modell“): Hier wird der Berufene an der außerhochschulischen Einrichtung als Leitungsperson angestellt. Zudem wird er in eine mitgliedschaftliche Stellung eines Professors an der Hochschule berufen und darf dadurch den Titel führen. Es besteht kein Beamten- oder Angestelltenverhältnis mit der Hochschule. Das Lehrdeputat liegt i. d. R. bei 2 Semesterwochenstunden.

## Bewertung
Für Hochschulen, auch sehr erfolgreiche, sind gemeinsame Berufungen ein Weg, das Forschungsprofil zu stärken. Dafür brauche es „mehr Personal, mehr wissenschaftliche Ausstattung, als man standardgemäß von der Landesregierung bekommt“ begründet Ernst Schmachtenberg, ehm. Rektor der RWTH Aachen den Nutzen gemeinsamer Berufungen. Gleichzeitig sei das gemeinsam berufene Personal in geringerem Maße als normale Professuren in die Hochschule integriert.
Für außerhochschulische Einrichtungen ist die gemeinsame Berufung unverzichtbar, um akademisch ausgewiesenes Personal zu gewinnen. Ohne Hochschule können sie keine Professuren bereitstellen, was für die Bewerber um Leitungspositionen einen Ausstieg aus der akademischen Karriere nötig machen würde.